# Česká fotbalová reprezentace do 20 let
Česká fotbalová reprezentace do 20 let je jednou z národních mládežnických reprezentací spadajících pod FAČR. Schází se především v letech, kdy
se povedlo vybojovat účast na mistrovství světa hráčů do 20 let. Největšího úspěchu dosáhla ziskem stříbrných medailí na mistrovství světa v roce 2007 v Kanadě.

## Umístění na MS
| MS 1995 | Katar       | tým se nekvalifikoval | x        | x               |
| MS 1997 | Malajsie    | tým se nekvalifikoval | x        | x               |
| MS 1999 | Nigérie     | tým se nekvalifikoval | x        | x               |
| MS 2001 | Argentina   | čtvrtfinále           | soupiska | Dušan Fitzel    |
| MS 2003 | SAE         | základní skupina      | soupiska | Pavel Vrba      |
| MS 2005 | Nizozemsko  | tým se nekvalifikoval | x        | x               |
| MS 2007 | Kanada      | Stříbrná medaile      | soupiska | Miroslav Soukup |
| MS 2009 | Egypt       | osmifinále            | soupiska | Jakub Dovalil   |
| MS 2011 | Kolumbie    | tým se nekvalifikoval | x        | x               |
| MS 2013 | Turecko     | tým se nekvalifikoval | x        | x               |
| MS 2015 | Nový Zéland | tým se nekvalifikoval | x        | x               |
| MS 2017 | Jižní Korea | tým se nekvalifikoval | x        | x               |
| MS 2019 | Polsko      | tým se nekvalifikoval | x        | x               |

## Kádr mužstva
Nominace na přátelský duel se Slovenskem, který byl v plánu na 6. září 2020
| # | Pozice | Hráč              |
| - | ------ | ----------------- |
|   | B      | Vítězslav Jaroš   |
|   | B      | Jakub Markovič    |
|   | O      | Martin Cedidla    |
|   | O      | Denis Donát       |
|   | O      | Adam Gabriel      |
|   | O      | Šimon Gabriel     |
|   | O      | Josef Koželuh     |
|   | O      | Michal Szewieczek |
|   | O      | Tomáš Vlček       |
|   | Z      | Lukáš Cienciala   |
|   | Z      | Lukáš Červ        |

| # | Pozice | Hráč            |
| - | ------ | --------------- |
|   | Z      | Kryštof Daněk   |
|   | Z      | Daniel Kosek    |
|   | Z      | Matyáš Kozák    |
|   | Z      | David Kozel     |
|   | Z      | Petr Pudhorocký |
|   | Z      | Matěj Radosta   |
|   | Z      | Matěj Ryneš     |
|   | Z      | Jakub Zeronik   |
|   | Z      | Jan Žambůrek    |
|   | Ú      | Filip Firbacher |
|   | Ú      | Antonín Svoboda |

- Reprezentace na stránkách ČMFS